# Коф (буква сирийского алфавита)
ܩ (ܩܘܦ, коф) — девятнадцатая буква сирийского алфавита.

## Использование
Происходит от арамейской буквы коф (𐡒), восходящей к финикийской букве куф (𐤒, ).
В сирийском языке обозначала увулярный согласный [q]. В ассирийском языке обозначает [qʼ]. Числовое значение в сирийской системе счисления — 100.
В романизациях ALA-LC и BGN/PCGN передаётся как q.

## Кодировка
Буква коф была добавлена в стандарт Юникод в версии 3.0 в блок «Сирийское письмо» (англ. Syriac) под шестнадцатеричным кодом U+0729.